# 多田佳子
多田 佳子（ただ よしこ、1942年2月7日 - ）は将棋の元女流棋士。2004年引退。東京都大田区出身。成城大学卒業。女流棋士一期生6人のうちの一人。1974年に女流棋士の制度が発足した際に、アマチュアから直接に女流棋士になったため、師匠がいない。夫は川柳作家の多田哲朗。
日本女子プロ将棋協会（LPSA）所属だったが、2014年1月31日付で退会した。LPSA番号は2であった。LPSAの発足以前は日本将棋連盟に所属し、当時の女流棋士番号は旧3。

## 人物
- 1969年から1974年に4度女流アマ名人戦で優勝するなど当時の女流アマ棋界の第一人者だった。1974年に創設された女流棋士第1号の一人として、蛸島彰子の三段に次ぐ二段でスタートした。
- 1975年、第2期の女流名人戦挑戦者として当時無敗の蛸島に挑戦したが、2連敗で敗退した。
- 2007年の日本女子プロ将棋協会独立にあたって将棋連盟を退会した。
- 近藤正和は奨励会時代に多田の家で暮らしていた時期がある[3]。

## 昇段履歴
- 1974年10月31日 - 女流二段
- 1989年03月15日 - 女流三段
- 2004年10月01日 - 引退
- 2005年04月01日 - 女流四段

## 棋戦歴
- 1975年 - 第2期 女流名人戦挑戦

### アマチュア棋戦
- 1969年 - 第2回女流アマ名人戦優勝
- 1971年 - 第4回女流アマ名人戦優勝
- 1973年 - 第6回女流アマ名人戦優勝
- 1974年 - 第7回女流アマ名人戦優勝